# Saut en hauteur aux championnats du monde d'athlétisme en salle
Pour un article plus général, voir Championnats du monde d'athlétisme en salle.
Le saut en hauteur fait partie des épreuves inscrites au programme des premiers championnats du monde d'athlétisme en salle, en 1985, à Paris.
Avec cinq médailles d'or remportées, la Bulgare Stefka Kostadinova est l'athlète la plus titrée dans cette épreuve. Le Cubain Javier Sotomayor et le Suédois Stefan Holm détiennent quant à eux le record de victoires masculines avec quatre titres. 
Les records des championnats du monde en salle sont actuellement détenus par Javier Sotomayor, auteur de 2,43 m en finale des mondiaux de 1989, et par Stefka Kostadinova qui franchit une barre à 2,05 m lors de l'édition 1987.

## Éditions
| Années | 85 | 87 | 89 | 91 | 93 | 95 | 97 | 99 | 01 | 03 | 04 | 06 | 08 | 10 | 12 | 14 | 16 | 18 | 22 | 24 | 25 | Total |
| ------ | -- | -- | -- | -- | -- | -- | -- | -- | -- | -- | -- | -- | -- | -- | -- | -- | -- | -- | -- | -- | -- | ----- |
| Hommes | X  | X  | X  | X  | X  | X  | X  | X  | X  | X  | X  | X  | X  | X  | X  | X  | X  | X  | X  | X  | X  | 20    |
| Femmes | X  | X  | X  | X  | X  | X  | X  | X  | X  | X  | X  | X  | X  | X  | X  | X  | X  | X  | X  | X  | X  | 20    |

## Hommes

### Palmarès
| Édition | Or                             | Argent                     | Bronze                                               |
| ------- | ------------------------------ | -------------------------- | ---------------------------------------------------- |
| 1985    | Patrik Sjöberg 2,32 m          | Javier Sotomayor 2,30 m    | Othmane Belfaa 2,27 m                                |
| 1987    | Igor Paklin 2,38 m (CR)        | Hennadiy Avdyeyenko 2,38 m | Ján Zvara 2,34 m                                     |
| 1989    | Javier Sotomayor 2,43 m (CR)   | Dietmar Mögenburg 2,35 m   | Patrik Sjöberg 2,35 m                                |
| 1991    | Hollis Conway 2,40 m           | Artur Partyka 2,37 m       | Javier Sotomayor Aleksey Yemelin 2,31 m              |
| 1993    | Javier Sotomayor 2,41 m        | Patrik Sjöberg 2,39 m      | Steve Smith 2,37 m                                   |
| 1995    | Javier Sotomayor 2,38 m        | Lábros Papakóstas 2,35 m   | Tony Barton 2,32 m                                   |
| 1997    | Charles Austin 2,35 m          | Lábros Papakóstas 2,32 m   | Dragutin Topić 2,32 m                                |
| 1999    | Javier Sotomayor 2,36 m        | Vyacheslav Voronin 2,36 m  | Charles Austin 2,33 m                                |
| 2001    | Stefan Holm 2,32 m             | Andriy Sokolovskyy 2,29 m  | Staffan Strand 2,29 m                                |
| 2003    | Stefan Holm 2,35 m             | Yaroslav Rybakov 2,33 m    | Henadz Maroz 2,30 m                                  |
| 2004    | Stefan Holm 2,35 m             | Yaroslav Rybakov 2,32 m    | Ștefan Vasilache Germaine Mason Jaroslav Bába 2,25 m |
| 2006    | Yaroslav Rybakov 2,37 m        | Andrey Tereshin 2,35 m     | Linus Thörnblad 2,33 m                               |
| 2008    | Stefan Holm 2,36 m             | Yaroslav Rybakov 2,34 m    | Kyriákos Ioánnou Andra Manson 2,30 m                 |
| 2010    | Ivan Ukhov 2,36 m              | Yaroslav Rybakov 2,31 m    | Dusty Jonas 2,31 m                                   |
| 2012    | Dimítrios Chondrokoúkis 2,33 m | Andrey Silnov 2,33 m       | Ivan Ukhov 2,31 m                                    |
| 2014    | Mutaz Essa Barshim 2,38 m      | Andriy Protsenko 2,36 m    | Erik Kynard 2,34 m                                   |
| 2016    | Gianmarco Tamberi 2,36 m       | Robert Grabarz 2,33 m      | Erik Kynard 2,33 m                                   |
| 2018    | Danil Lysenko 2,36 m           | Mutaz Essa Barshim 2,33 m  | Mateusz Przybylko 2,29 m                             |
| 2022    | Woo Sang-hyeok 2,34 m          | Loïc Gasch 2,31 m          | Gianmarco Tamberi Hamish Kerr 2,31 m                 |
| 2024    | Hamish Kerr 2,36 m             | Shelby McEwen 2,28 m       | Woo Sang-hyeok 2,28 m                                |
| 2025    | Woo Sang-hyeok 2,31 m          | Hamish Kerr 2,28 m         | Raymond Richards 2,28 m                              |

## Femmes

### Palmarès
| Édition | Or                                       | Argent                                                     | Bronze                                            |
| ------- | ---------------------------------------- | ---------------------------------------------------------- | ------------------------------------------------- |
| 1985    | Stefka Kostadinova 1,97 m                | Susanne Lorentzon 1,94 m                                   | Debbie Brill Danuta Bułkowska Silvia Costa 1,90 m |
| 1987    | Stefka Kostadinova 2,05 m (CR)           | Susanne Beyer 2,02 m                                       | Emilia Dragieva 2,00 m                            |
| 1989    | Stefka Kostadinova 2,02 m                | Tamara Bykova 2,02 m                                       | Heike Henkel 1,94 m                               |
| 1991    | Heike Henkel 2,00 m                      | Tamara Bykova 1,97 m                                       | Heike Balck 1,99 m                                |
| 1993    | Stefka Kostadinova 2,02 m                | Heike Henkel 2,02 m                                        | Inha Babakova 2,00 m                              |
| 1995    | Alina Astafei 2,01 m                     | Britta Bilač 1,99 m                                        | Heike Henkel 1,99 m                               |
| 1997    | Stefka Kostadinova 2,02 m                | Inha Babakova 2,00 m                                       | Hanne Haugland 2,00 m                             |
| 1999    | Khristina Kalcheva 1,99 m                | Zuzana Hlavoňová 1,96 m                                    | Tisha Waller 1,96 m                               |
| 2001    | Kajsa Bergqvist 2,00 m                   | Inha Babakova 2,00 m                                       | Venelina Veneva-Mateeva 1,96 m                    |
| 2003    | Kajsa Bergqvist 2,01 m                   | Yelena Yelesina 1,99 m                                     | Anna Chicherova 1,99 m                            |
| 2004    | Yelena Slesarenko 2,04 m                 | Anna Chicherova 2,00 m                                     | Blanka Vlašić 1,97 m                              |
| 2006    | Yelena Slesarenko 2,02 m                 | Blanka Vlašić 2,00 m                                       | Ruth Beitia 1,98 m                                |
| 2008    | Blanka Vlašić 2,03 m                     | Yelena Slesarenko 2,01 m                                   | Vita Palamar 2,01 m                               |
| 2010    | Blanka Vlašić 2,00 m                     | Ruth Beitia 1,98 m                                         | Chaunté Lowe 1,98 m                               |
| 2012    | Chaunté Lowe 1,98 m                      | Anna Chicherova Antonietta Di Martino Ebba Jungmark 1,95 m | –                                                 |
| 2014    | Mariya Lasitskene Kamila Lićwinko 2,00 m | –                                                          | Ruth Beitia 2,00 m                                |
| 2016    | Vashti Cunningham 1,96 m                 | Ruth Beitia 1,96 m                                         | Kamila Lićwinko 1,96 m                            |
| 2018    | Mariya Lasitskene 2,01 m                 | Vashti Cunningham 1,93 m                                   | Alessia Trost 1,93 m                              |
| 2022    | Yaroslava Mahuchikh 2,02 m               | Eleanor Patterson 2,00 m                                   | Nadezhda Dubovitskaya 1,98 m                      |
| 2024    | Nicola Olyslagers 1,99 m                 | Yaroslava Mahuchikh 1,97 m                                 | Lia Apostolovski 1,95 m                           |
| 2025    | Nicola Olyslagers 1,97 m                 | Eleanor Patterson 1,97 m                                   | Yaroslava Mahuchikh 1,95 m                        |